# 반공법
반공법(反共法)은 국가보안법의 반국가 행위 중에서 공산계열의 활동과 관련된 내용을 규제할 목적으로 1961년에 제정된 대한민국의 법이다. 이때 반공법에 포함되어 있던 찬양·고무 등, 회합·통신 등. 탈출·잠입, 편의제공 등 주요 범죄는 1980년 12월 31일 반공법의 주요 내용이 국가보안법에 통합되어 반공법이 폐지되면서 적용법률이 변경되었다. 

## 같이 보기
- 국가보안법